# Németh József (katona)
Németh József (angolul: Joseph Németh vagy Nemett) (Losonc, 1816 – Chicago, Illinois, 1880.) a magyar szabadságharc századosa, Kossuth kísérője a száműzetésben, az amerikai polgárháború ezredese.

## Életútja
Tizennyolc évig szolgált az osztrák hadseregben mint a negyedik huszárezred tisztje, az 1848-49-es magyar szabadságharc kezdetén ötszáz huszárjával az élén átállt a magyar honvédhadseregbe. A szabadságharcot kapitányként harcolta végig, s mint egyik okmányában jelzi, huszonhat ütközetben vett részt, többször meg is sebesült. A világosi fegyverletétel után neki is menekülnie kellett. Kossuth Lajossal és kíséretével ment Kutaihába, közvetlen környezetének tagja volt, a halálig hű tiszteknek egyike, állandóan, mint testőr vigyázott a kormányzóra. A brusszai száműzetésben Kossuth szakácsaként is működött, mert az előző, Mertai Károly meghalt, s nagyon megbízható ember kellett, mert az a hír járta, hogy az osztrákok meg akarják mérgezni a kormányzót. Kossuth Lajos családjával és kíséretével indult el Németh is a „Mississippi” nevű hajón Amerikába, a „Mississippi” 1851. november 10-én érkezett a New York-i kikötőbe Kossuth nélkül, mivel Kossuth tett Angliába egy kitérőt, s csak 1851. december 4-én éjfélkor érkezett New Yorkba a „Humboldt” nevű gőzössel, majd 1852. július 14-én hagyta el Amerikát örökre, az „Africa” nevű hajón tért vissza Európába.
Kossuth amerikai körútján szónoklataival számos helyen nagy sikert aratott, gyakran a kíséretében volt Németh József, aki egyben védelmezte is őt, erre a déli rabszolgatartó államok (Dél-Karolina, Alabama) egyes helységeiben szükség is volt. Nemkülönben 1852 májusában New Yorkban is, ahol egy Szedlák Mátyás nevű emigráns izgatott Kossuth ellen, de Szedlák Kossuth körútján is jelen volt gyakran, s szidalmazta, rágalmazta a volt kormányzót, Charlestonban Zimándy Antal meg is botozta ezért. Szedlák a New York-i angol nyelvű sajtó („Courier and Inquirer”, osztrákok által támogatott lap) útján kezdte támadni és rágalmazni a volt kormányzót. Erre a New York-i magyar emigránsok népes hada kiállt Kossuth igaza mellett, s saját kezükkel aláírtak egy Szedlákot megbélyegző tiltakozást, az aláírók közt szerepelt Németh József emigráns honvédszázados is.
Kossuth és Németh útjai akkor váltak el, amikor Kossuth örökre elhagyta Amerikát (1852. július 14). Németh New Yorkban fafaragással foglalkozott, egy bútorgyárnak dolgozott, egy ideig Ács Gedeon református lelkésszel, akinek lelkészi állása nem volt. Németh több helyütt vállalt asztalosmunkát, például Cincinnati városában (Ohio) Kovács Gusztáv emigránstársa talált neki jó munkalehetőséget, később St. Louisban dolgozott, innen Abraham Lincoln első felhívására beállt a hadseregbe 1861. május 3-án. Az 5. számú missouri önkéntes gyalogezredben főhadnagyi beosztásban és parancsnoki szárnysegédként teljesített szolgálatot. 1861 augusztusában leszerelték, mivel 3 hónapos szolgálati ideje lejárt. Később belépett a Benton Huszárokhoz őrnagyi rangban, amikor a Benton Huszárok alakulat beleolvadt az 5. számú missouri lovasezredbe, akkor Németh lett a lovasezred ezredese. A lovasezredet ő vezette az 1862. március 6-8. közt zajló Pea Ridge-i ütközetben is. 1862 novemberében szerelt le, amikor ezrede beolvadt a 4. számú missouri lovasezredbe.
Az amerikai polgárháború befejezése után Georgia államban más magyarokkal együtt a Buda nevű szőlőkultúra létrehozásán fáradozott, majd Chicagóba költözött, s állatorvosi praxist folytatott 1880-ban bekövetkezett haláláig.

## Magánélete
Nős ember volt, özvegye 1881-ben kérvényezte férje polgárháborús nyugdíjának folyósítását. Egyik leánya 1895-ben a Szövetségi Bíróság által felkért első női különleges kivizsgáló lett, Chicagóban élt anyjával.